# 丰收镇
丰收镇，是中华人民共和国吉林省白城市大安市下辖的一个乡镇级行政单位。

## 行政区划
丰收镇下辖以下地区：
新富村、新乐村、新田村、富有村、富胜村、富安村、洮儿河村、新立村和丰收村。